# العلاقات التوغوية الكرواتية
العلاقات التوغولية الكرواتية هي العلاقات الثنائية التي تجمع بين توغو وكرواتيا.

## مقارنة بين البلدين
هذه مقارنة عامة ومرجعية للدولتين:
| وجه المقارنة                                              | توغو            | كرواتيا                                                  |
| --------------------------------------------------------- | --------------- | -------------------------------------------------------- |
| المساحة (كم2)                                             | 56.78 ألف       | 56.59 ألف                                                |
| عدد السكان (نسمة)                                         | 7.80 مليون      | 4.11 مليون                                               |
| الكثافة السكانية (ن./كم²)                                 | 137.37          | 72.63                                                    |
| العاصمة                                                   | لومي            | زغرب                                                     |
| اللغة الرسمية                                             | لغة فرنسية      | اللغة الكرواتية                                          |
| العملة                                                    | فرنك غرب أفريقي | كونا كرواتية                                             |
| الناتج المحلي الإجمالي (بليون دولار)                      | 4.81 مليار      | 54.85 مليار                                              |
| الناتج المحلي الإجمالي (تعادل القوة الشرائية) بليون دولار | 10.67 مليار     | 94.64 مليار                                              |
| الناتج المحلي الإجمالي الاسمي للفرد دولار أمريكي          | 559             | 11.54 ألف                                                |
| الناتج المحلي الإجمالي للفرد دولار أمريكي                 | 1.43 ألف        | 21.64 ألف                                                |
| مؤشر التنمية البشرية                                      | 0.484           | 0.818                                                    |
| رمز المكالمات الدولي                                      | +228            | +385                                                     |
| رمز الإنترنت                                              | .tg             | .hr                                                      |
| المنطقة الزمنية                                           | 00              | توقيت وسط أوروبا، ت ع م+01:00، ت ع م+02:00، أوروبا/زغرب ‏ |

## منظمات دولية مشتركة
يشترك البلدان في عضوية مجموعة من المنظمات الدولية، منها:
| علم المنظمة | اسم المنظمة                               | تاريخ انضمام توغو | تاريخ انضمام كرواتيا |
| ----------- | ----------------------------------------- | ----------------- | -------------------- |
|             | مؤسسة التنمية الدولية                     | 21 أغسطس 1962     | 25 فبراير 1993       |
|             | يونسكو                                    | 17 نوفمبر 1960    | 1 يونيو 1992         |
|             | وكالة ضمان الاستثمار متعدد الأطراف        | 15 أبريل 1988     | 19 مارس 1993         |
|             | الأمم المتحدة                             | 20 سبتمبر 1960    | 22 مايو 1992         |
|             | الاتحاد البريدي العالمي                   | ?                 | ?                    |
|             | البنك الدولي للإنشاء والتعمير             | 1 أغسطس 1962      | 25 فبراير 1993       |
|             | الاتحاد الدولي للاتصالات                  | 14 سبتمبر 1961    | 3 يونيو 1992         |
|             | منظمة حظر الأسلحة الكيميائية              | ?                 | ?                    |
|             | مؤسسة التمويل الدولية                     | 4 سبتمبر 1962     | 25 فبراير 1993       |
|             | المركز الدولي لتسوية المنازعات الاستشارية | 10 سبتمبر 1967    | 22 أكتوبر 1998       |
|             | منظمة التجارة العالمية                    | ?                 | ?                    |
|             | منظمة الشرطة الجنائية الدولية             | ?                 | ?                    |

## وصلات خارجية
- موقع وزارة الخارجية الكرواتية